# Norbert Schlagheck
Norbert Schlagheck (* 1925 in Wegberg-Beeck, Niederrhein; † 2002 in Grafrath bei München) war ein deutscher Designer.

## Leben
Norbert Schlagheck studierte ab 1948 „Industrial Design“ an der Folkwang-Schule für Gestaltung der Stadt Essen bei Werner Glasenapp. (heute: Folkwang Universität der Künste). Ausgebildet wurde er zuvor als Schlosser, als Gürtler (Spengler) und als Kunstschmied.
In den Jahren 1954–1967 arbeitete er als Designer bei der Siemens AG. Während dieser Zeit war er mitverantwortlich am Aufbau einer funktionsfähigen Designabteilung und Abteilungsleiter der Gestaltungsgruppe Hausgeräte. 1961 erhielt er das Stipendium und den Preis des Kulturkreises im Bundesverband der Deutschen Industrie. 1967 gründete er mit Herbert H. Schultes die Schlagheck & Schultes Design GmbH.
1967–1970 war er Leiter des Lehrbereichs Industrial Design an den Kölner Werkschulen, 1972 wurde er Professor für Industrial Design an der Hochschule für angewandte Wissenschaften München – an beiden Instituten hat er den Aufbau der Studiengänge maßgeblich begleitet. Es folgten Tätigkeiten als Juror für den „Danner Preis“ der Stadt München, den Bundespreis „Gute Form“ und für den Staatspreis für Nachwuchsdesigner des Bayerischen Ministers für Wirtschaft und Verkehr.
1984 Gründung eigener feinmechanischer Werkstätten, denen 1989 die Erweiterung im Bereich des klassischen Designmodellbaus folgte.
1996  erfolgt die Zusammenlegung der Firmen „Schlagheck Design“ und „Schlagheck & Partner Modell- und Formenbau GmbH Designwerkstätten“ zur heutigen  Schlagheck Design GmbH mit Sitz in Oberhaching bei München. Gleichzeitig übertrug Norbert Schlagheck die Geschäftsleitung an seinen Sohn Julian Schlagheck. 1997 bis 2001 arbeitete er weiterhin als freier Designer und war Jurymitglied bei der Vergabe des Bayerischen Staatspreises.

## Ehrungen und Ausstellungen
(Auswahl)
- 1st Biennale for Industrial Design, Ljubljana
- Bundespreise „Gute Form“ Germany (heute: Designpreis der Bundesrepublik Deutschland)
- Gute Industrieform Hannover
- Design Center Stuttgart
- DIE NEUE SAMMLUNG  – Pinakothek der Moderne, München
- Museum of Modern Art New York[5]
- Österreichischer Staatspreis Wien
- Design Zentrum NRW
- „Design in Bayern“ des Bayerischen Wirtschaftsministerium – Peking